# NGC 3249
NGC 3249 é uma galáxia espiral barrada (SBc) localizada na direcção da constelação de Antlia. Possui uma declinação de -34° 57' 50" e uma ascensão recta de 10 horas, 26 minutos e 22,0 segundos.
A galáxia NGC 3249 foi descoberta em 2 de Fevereiro de 1835 por John Herschel.